# Bubbles (banda)
Bubbles fue un grupo de música pop de origen sueco. Sus componentes son: Jenny (10 de octubre de 1988), Hannah (14 de abril de 1988), Caroline (26 de junio de 1987) y las hermanas Sandra y Patricia (7 de abril de 1987).
Las cinco integrantes del grupo se conocieron asistiendo a clases de baile. Poco después, su profesor, también conocido por trabajar como presentador de un programa de televisión, les puso en contacto con unos productores musicales que estaban interesados en formar una nueva banda juvenil. De este modo, firmaron un contrato discográfico con la productora Tuff Studios (que también había dado a conocer anteriormente a artistas de la talla de Ace of Base).
El primer sencillo "Happy Girl" alcanzó el puesto número seis en la lista de éxitos del país, y fue disco de platino. Permaneció durante 26 semanas en dicha lista, más tiempo que ningún otro sencillo en ese mismo año. Durante el verano de 2000 acompañaron al artista Markoolio en su gira por Suecia.
El siguiente sencillo, "Rock The World" fue número 2, y consiguió el estatus de disco de oro. El grupo apareció en numerosos programas de televisión, y publicaron un nuevo tema llamado "X-mas Time" en diciembre del mismo año.
A comienzos de 2001, participarían en una gala benéfica televisiva junto a otras formaciones del país. En dicha competición, lograrían la victoria final con su tema "Regnbågens Barn" ("El Niño del Arco Iris"). Este tema fue publicado junto a la canción "I´ll be there" y alcanzó el número siete en la lista de ventas. 
El quinto, y último, sencillo de su álbum debut sería "My Boyfriend", que también sería publicado en Francia, los Países Bajos y Bélgica. A dicha publicación, le siguió una gira estival denominada ABSOLUTE KIDZ TOUR junto a otros artistas suecos. A pesar de ser las integrantes más jóvenes, consiguieron las mejores críticas periodísticas. 
Cuando su álbum "Rock The World" se publicó, el grupo gozaba ya de gran éxito en los Países Bajos por lo que, no es de extrañar, que se hicieran con 1 disco de oro. En las navidades del mismo año, y debido al éxito que estaban teniendo en Alemania, su sencillo "X-Mas Time" fue reeditado para ser interpretado junto a Kathy Kelly (miembro de The Kelly Family).
En febrero de 2002 graban el sencillo "Somewhere", que pasará a formar parte de la banda sonora original del film "Ice Age". En la primavera del mismo año, se comienza a trabajar en su segundo álbum "Inbetween", que verá la luz finalmente el 4 de noviembre.
Al año siguiente, participan en el Melodifestivalen con el tema "T.K.O. (Knock you out)". Debido a las normas de dicho festival, dos de sus integrantes (Yenny y Patricia) no pueden participar debido a su juventud. Aun así, el tema consigue clasificarse para la gran final y alcanzan el noveno puesto. El 28 de agosto del mismo año publican su tercer álbum "BLESS", seguido por el sencillo "Hit the floor".
Nuevamente la formación decide tomar parte en el Melodifestivalen. En esta ocasión, todos sus miembros superan la edad mínima requerida. Aunque su tema "Blow The Spot" no consigue clasificarse para la final, alcanza el número 2 en la lista de ventas.
Su próximo álbum se espera que sea publicado durante la primavera de 2005.

## Discografía

### Álbumes
- 2000: Rock the World
- 2002: Inbetween
- 2003: Bless

### Sencillos
| Año  | Título                          | Mejor posición |
| Año  | Título                          | SUE            |
| ---- | ------------------------------- | -------------- |
| 2000 | "(I'm a) Happy Girl"            | 6              |
| 2000 | "Rock the World"                | 2              |
| 2000 | "My Boyfriend"                  | 25             |
| 2000 | "X-Mas Time"                    | 12             |
| 2001 | "Regnbågens Barn/I'll Be There" | 7              |
| 2002 | "Somewhere"                     | 10             |
| 2002 | "Round N Round"                 | 30             |
| 2003 | "TKO (Knock You Out)"           | 7              |
| 2003 | "Hit the Floor"                 | 4              |
| 2004 | "Blow the Spot"                 | 2              |
| 2006 | "You Dog Me Out"                | —              |